# کلیسای صلیب مقدس، پاراکا
کلیسای صلیب مقدس، پاراکا (ارمنی: Սուրբ Հուռումսիմա խաչ սրբատեղի (Փառակա)؛ انگلیسی: Paraka Holy Cross) یک کلیسا متعلق به کلیسای حواری ارمنی واقع در شهر پاراکا، جمهوری خودمختار نخجوان جمهوری آذربایجان می‌باشد. ساخت و ساز این ساختمان در سال میلادی؛ به پایان رسید. این بنا به سبک معماری ارمنی طراحی شده‌است.